# Климович Микола Іванович
Микола Іванович Климович (народився 17 червня 1953, с. Покалів Овруцького району Житомирської області) – майстер художнього оброблення дерева та соломки. Заслужений художник України (2009), народний  художник України (2020). Від 1999 – засновник і директор Овруцької малої академії народних мистецтв та ремесел. Член Національної спілки майстрів народного мистецтва України (2006).

## Життєпис
Закінчив Єрмаківський технікум фізичної культури (Казахстан, 1974). 
Мистецтву навчався самотужки. Учителював; працював художником-оформлювачем в організаціях Житомирської області.
Від 1999 – засновник і  директор Овруцької малої академії народних мистецтв та ремесел. 
Учасник обласних, всеукраїнських, закордонних фестивалів народної творчості від 2001. Персональні виставки – у Києві (1998, 2006), Житомирі (2003, 2005, 2012).

## Творчість
В авторській техніці аплікації із художньо обробленої соломки створює об’ємно-панорамні деталізовані квіткові композиції із птахами, багатофігурні картини на етнографічну, історичну та духовну тематику. Деякі роботи зберігаються у Житомир. краєзнавчому музеї.

## Відзнаки
- Заслужений художник України (2009),
- Дипломант 4-го Міжнародного фестивалю соломкарського мистецтва (Луцьк, 2010).
- Народний художник України (2020).[1]